# Sandor Bihari
Sándor Bihari, född 19 maj 1855 och död 28 mars 1906, var en judisk ungersk målare.
Bihari var elev vid konstakademin i Wien och av Jean Paul Laurens i Paris. Bihari utförde friska folklivsbilder och landskap i en bred och kraftig teknik.